# کامران نزهت
کامران نزهت پزشک و جراح لاپاروسکوپی و فوق تخصص غدد درون‌ریز و ناباروری است که از سال ۱۹۹۳ به عنوان استاد بالینی در مرکز پزشکی دانشگاه استنفورد در پالو آلتو، کالیفرنیا تدریس می‌کند. نزهت همچنین رئیس انجمن دانشکده بالینی جانبی دانشکده پزشکی دانشگاه استنفورد، و استاد بالینی زنان و زایمان در دانشگاه کالیفرنیا، سان فرانسیسکو است.